# Jorge Herrero
Jorge Herrero Martín (* 14. April 1936 in Madrid) ist ein spanischer Kameramann.

## Leben
Herrero startete 1956 seine Laufbahn als Kameraassistent und war ab 1960, beginnend mit Marco Ferreris Der Rollstuhl ("El cochecito"), als einfacher Kameramann tätig. In dieser Position blieb Herrero bis 1967. In diesem Jahr ließ man Jorge Herrero, der bereits 1964 erstmals einen Kurzfilm eigenständig fotografieren durfte, als Chefkameramann arbeiten.
An der Seite des deutschen Kollegen Franz Hofer fotografierte der Spanier 1967 gleich vier Trashproduktionen für Adrian Hovens Firma, von denen vor allem Necronomicon – Geträumte Sünden und Im Schloß der blutigen Begierde für einige Furore sorgten. In späteren Jahren stand Herrero auch bei heimischen Fernsehproduktionen hinter der Kamera. Seine letzte Tätigkeit war die Kameraarbeit bei einer Fernsehserie Mitte der 1990er Jahre.

## Filmografie
- 1964: Piedra (Kurzfilm)
- 1966: Sinfonia de otoño (Kurzfilm)
- 1967: Necronomicon – Geträumte Sünden
- 1968: Im Schloß der blutigen Begierde
- 1968: Lucia (Lucía)
- 1969: Küß mich, Monster (Bésame monstruo)
- 1969: Rote Lippen – Sadisterotica (El caso de las dos bellezas)
- 1970: El gran crucero
- 1970: Crisis mortal
- 1972: Massiel vuelve (TV)
- 1975: Los adolescentes
- 1976: Señoritas de uniforme
- 1976: La menor
- 1977: Ifigenia 77 (TV)
- 1977: Los mitos (TV)
- 1978: El acto (Kurzfilm)
- 1979: Historia de Ana (Kurzfilm)
- 1980: El lobo negro
- 1980: La venganza del Lobo Negro
- 1982: Mar brava
- 1983: ¡A tope!
- 1984: Pulsaciones
- 1986: Hermano del espacio (zweite Kameraeinheit)
- 1990: La cruz de Iberia
- 1994–95: Canguros (TV-Serie)